# Succinea greerii
Succinea greerii är en snäckart som beskrevs av Tryon 1866. Succinea greerii ingår i släktet Succinea och familjen bärnstenssnäckor. Inga underarter finns listade i Catalogue of Life.